# Hönsnät

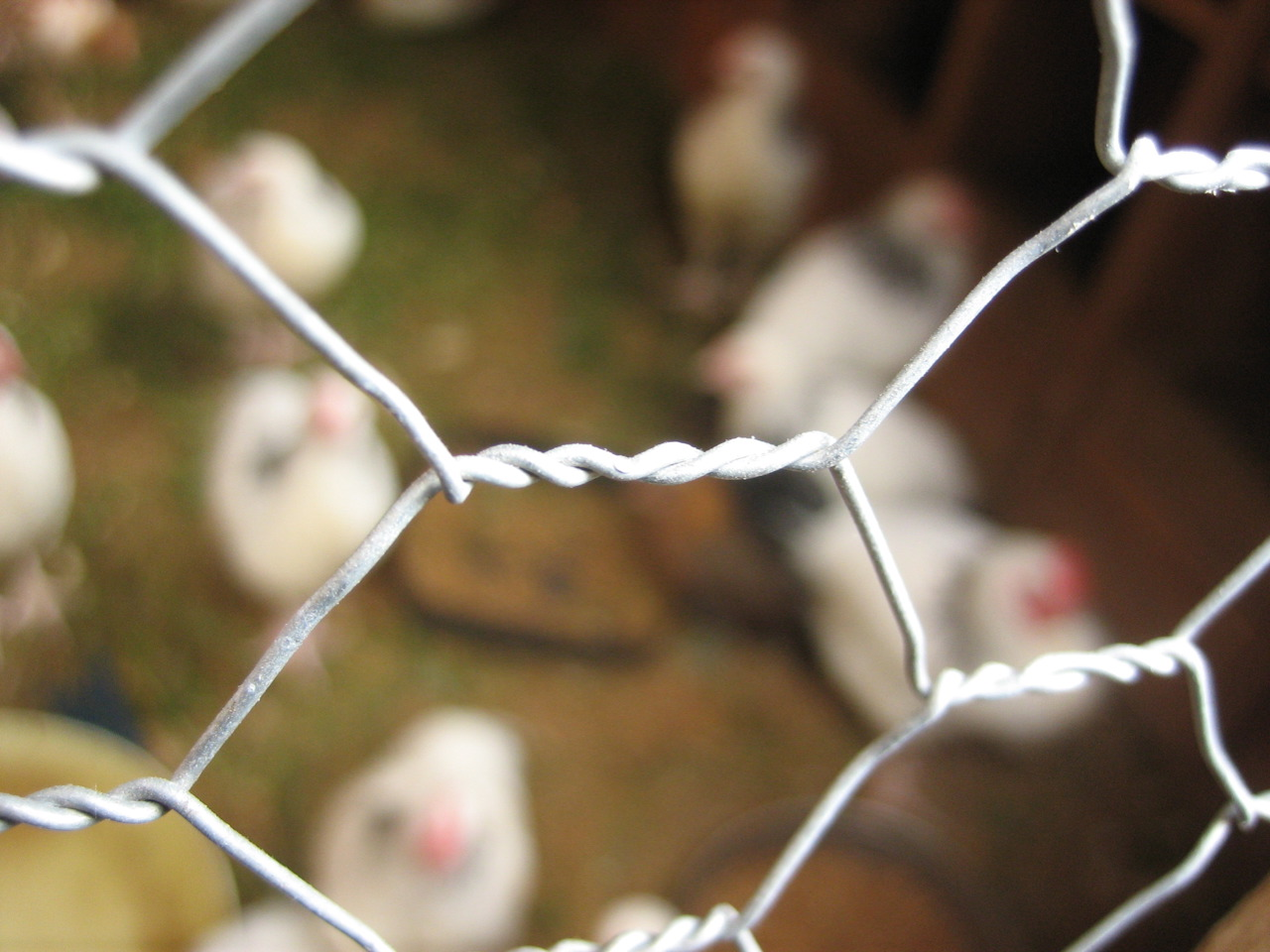
Hönsnät med tamhöns i bakgrunden.

Hönsnät är ett nät med relativt stora hål avsett för stängsel kring höns eller för annat ändamål. Hönsnät är gjort av galvaniserad ståltråd, med hexagonala mellanrum på ungefär 2,5 centimeter. Det finns också nät med mindre mellanrum på marknaden.
Hönsnät kan förutom det uppenbara användningsområdet också användas som stomme vid skulptering med papier-maché och även till cementering.
Det kan också användas exempelvis som skyddsnät på konserter så att publiken inte ska kunna skada artisterna.
Ordet "hönsnät" finns belagt i svenska språket sedan 1919.